# 特沃德罗斯二世
特沃德罗斯二世（Tewodros II，又称提奥多尔二世，Theodore II，1818年—1868年4月13日），埃塞俄比亚皇帝（1855年—1868年）。
他出生的名字是卡萨·海尔·乔治斯（Kassa Haile Giorgis），但更经常被称为卡萨·海卢（Kassa Hailu）。近代埃塞俄比亚统一国家的缔造者之一。

## 早年
卡萨出身於贡德尔西部边鄙一个破落封建贵族家庭，自幼丧父，母亲出身寒微，靠贩卖一种名叫科索的药材为生。他凭借武力，先后打败贡德尔的统治者梅嫩皇后和她的儿子阿里公爵以及阿姆哈拉的统治者哥舒侯爵，后又击败提格雷的封建主武贝·海尔·马里亚姆侯爵。

## 皇帝
1855年2月5日，年仅36岁的卡萨在通过军事征伐结束了埃塞俄比亚王子时代的混乱后，在古城阿克苏姆的玛丽安·德雷斯教堂加冕称帝，称特沃德罗斯二世(提奥多尔二世)。即位之后，1856年征服了国内最后一个半独立王国施瓦，施瓦的统治者海尔·马拉科特败亡，其子萨尔·马利安作为人质，被特沃德罗斯二世带回马格达拉要塞。

## 后期

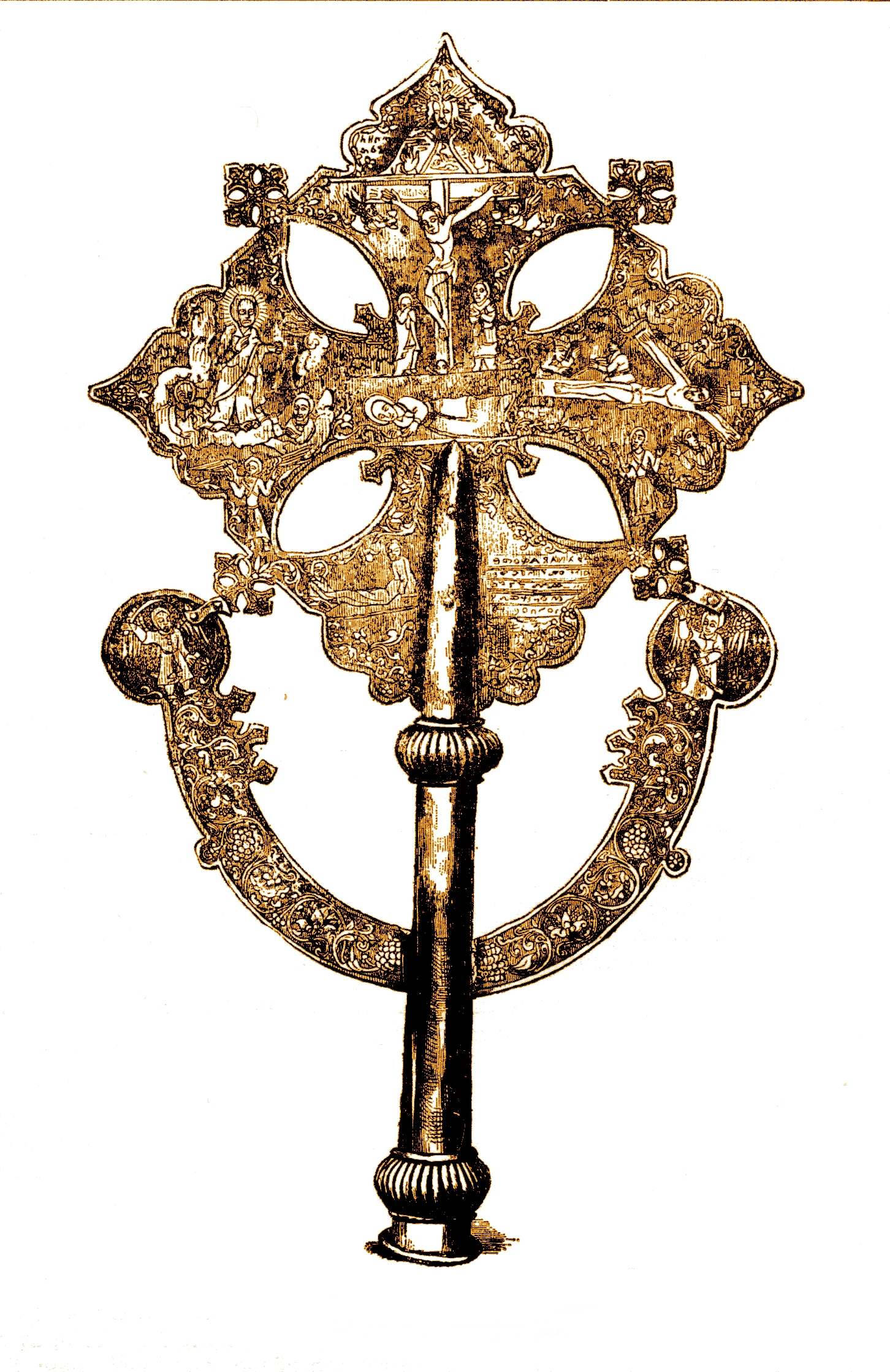
特沃德罗斯二世皇帝的十字权杖

1867年10月，英国借口领事卡麦伦其及随员和两名传教士被扣，由罗伯特·内皮尔将军率领英国远征军从印度跨海远征埃塞俄比亚。1868年4月10日，双方在马格达拉展开激战。特沃德罗斯二世的军队被击败，加拉人指挥官贝希尔又临阵叛变。4月13日，英军攻陷马格达拉，特沃德罗斯二世兵败自杀身亡。英军抢走皇帝的皇冠，抓走皇后和皇子。皇后在途中病故，皇子客死英伦。